# Półwysep Chalcydycki

Mapa komunikacyjna półwyspu

Półwysep Chalcydycki (gr. Χαλκιδική, łac. Chalcidice) – półwysep w Grecji, na pobrzeżu Morza Trackiego (północnej części Morza Egejskiego), na południowy wschód od miasta Saloniki; historyczna kraina Chalkidyka. Jego powierzchnia wynosi 2945 km².

## Warunki naturalne
Geograficznie półwysep składa się z głównej masy lądu u nasady i trzech mniejszych półwyspów na południu tworzących charakterystyczny „trójząb”. Tworzą go, licząc od zachodu: Kasandra, Sithonia i Athos. Wzdłuż północnej granicy półwyspu rozłożone są reliktowe jeziora Koronia i Wolfi, które znajdują się we wspólnej niecce niegdyś większego zbiornika. Środkową część zajmuje masyw górski góry Cholomontas (1165 m n.p.m.), choć najwyższą górą całego półwyspu jest położony na wschodnim cyplu masyw Athos (2033 m n.p.m.). W południowo-zachodniej części półwyspu teren jest przeważnie mało pofałdowany, podobnie jak zachodni cypel Kasandra. Sithonię pokrywają niewysokie góry z najwyższym szczytem Itamos (817 m n.p.m.).
Od zachodu Półwysep Chalcydycki oblewają wody Zatoki Salonickiej i Zatoki Termajskiej, od wschodu Zatoki Orfańskiej. Trzy mniejsze półwyspy w południowej części Chalkidiki tworzą dwie zatoki: Kasandryjską (między Kasandrą i Sithonią) oraz Ajiu Orus (między Sithonią i Athos).
Chalkidyka leży w strefie klimatu śródziemnomorskiego, choć w odróżnieniu od terenów Grecji centralnej i południowej lata nie są tak suche i nawet w lipcu czy sierpniu burze i przelotne opady zdarzają się bardziej regularnie. Obszary górskie mają klimat chłodniejszy i zimą tworzy się na nich pokrywa śnieżna.

## Przynależność administracyjna
Terytorium Półwyspu Chalcydyckiego jest niemal w całości częścią regionu administracyjnego Macedonia Środkowa. Północne tereny półwyspu należą do jednostki regionalnej Saloniki. Południowo-wschodnią część półwyspu zajmuje okręg autonomiczny Athos. Środkową i południowo-zachodnią część półwyspu zajmuje jednostka regionalna Chalkidiki, którą zamieszkuje 109 687 ludzi (stan z roku 2005).